# Leptaxis minor
Leptaxis minor (Backhuys, 1975) é uma espécie de gastrópode da família Helicidae, endémica nos Açores.